# Encyclopedia Lituanica

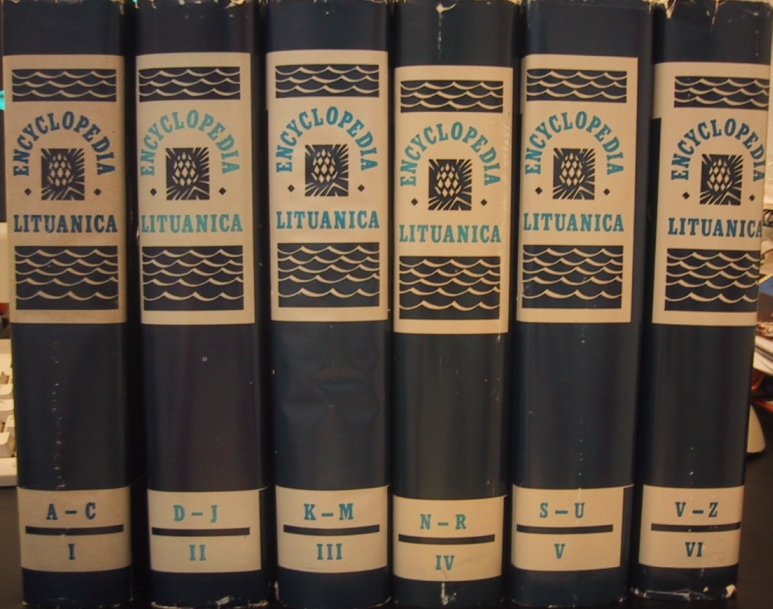
6 volúmenes de la Encyclopedia Lituanica.

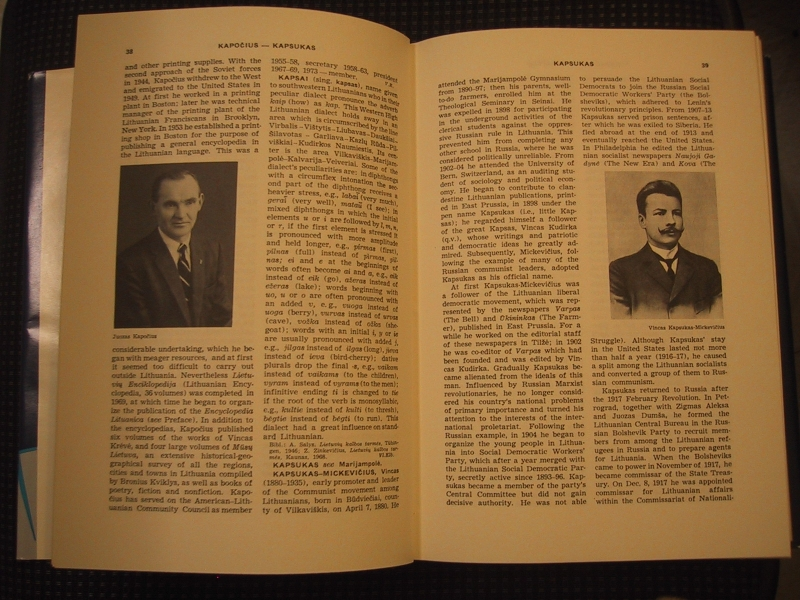
Un volumen abierto de la Encyclopedia Lituanica, mostrando una imagen del editor Juozas Kapočius en la página de la izquierda.

Encyclopedia Lituanica (nombre que deriva probablemente del de la Encyclopædia Britannica o la Encyclopedia Americana) es una enciclopedia en idioma inglés de seis volúmenes (unas 3600 páginas en total) sobre Lituania y temas relacionados con ese país. La Encyclopedia Lituanica fue publicada entre 1970 y 1978 en Boston, Massachusetts por emigrantes lituanos en Estados Unidos, escapados de la ocupación soviética desde el final de la II Guerra Mundial. Hasta la fecha, es la única enciclopedia en inglés que presenta temas relacionados con Lituania de una manera tan extensiva.
La enciclopedia fue publicada por los mismos emigrantes que publicaron la Lietuvių enciklopedija, una enciclopedia general de 35 volúmenes en lituano, entre 1953-1966. Después, dos volúmenes que constaban de adiciones y suplementos fueron añadidos, y el trigésimo séptimo y último volumen fue publicado en 1985. 
La empresa fue extremadamente complicada debido al hecho de que la mayoría de los recursos y las fuentes se encontraban detrás de la cortina de hierro en la Unión Soviética. Algunas de las entradas en la Encyclopedia Lituanica proceden de este trabajo anterior, dos quintos de cuyo contenido versaban en torno a temas relacionados con Lituania. Por tanto, la mayoría de los artículos fueron redactados originalmente en lituano, y más tarde traducidos al inglés. No obstante, los observadores perciben una gran calidad en las traducciones.
La enciclopedia fue publicada por la Lithuanian Encyclopedia Press, fundada y dirigida por Juozas Kapočius, quien recibió el premio de la Orden del Gran Duque Gediminas en 1995. Fue editada por Simas Sužiedėlis, y al final del último volumen se listan los nombres de 197 contribuidores; de los cuales sólo un puñado son no-lituanos.